# Edificio Ernest-Cormier
El edificio Ernest-Cormier es un edificio patrimonial ubicado en el barrio del Viejo Montreal de Montreal. Construido entre 1922 y 1925 y diseñado por los arquitectos Ernest Cormier y Louis-Auguste Amos, fue el tercer palacio de justicia de Montreal.
Desde 2005 alberga el Tribunal de Apelación de Quebec. La Société immobilière du Québec tiene su sede en el sótano.

## Historia
Desde 1925 hasta la década de 1970 se utilizó para procesar casos penales. De 1975 a 2001, el edificio albergó el Conservatorio de Música y Artes Dramáticas de Quebec en Montreal. Fue restaurado de 2002 a 2005.
Fue clasificado como edificio patrimonial el 13 de noviembre de 2014 por el Ministerio de Cultura y Comunicaciones.

## Arquitectura
Es clásicamente simple, con una imponente columnata. En el arquitrabe está inscrito en letras romanas: "FRVSTRA LEGIS AUXILIVM QVAERIT QVI EN COMISIÓN LEGEM". ( ««El que quebranta la ley busca en vano su ayuda ”).

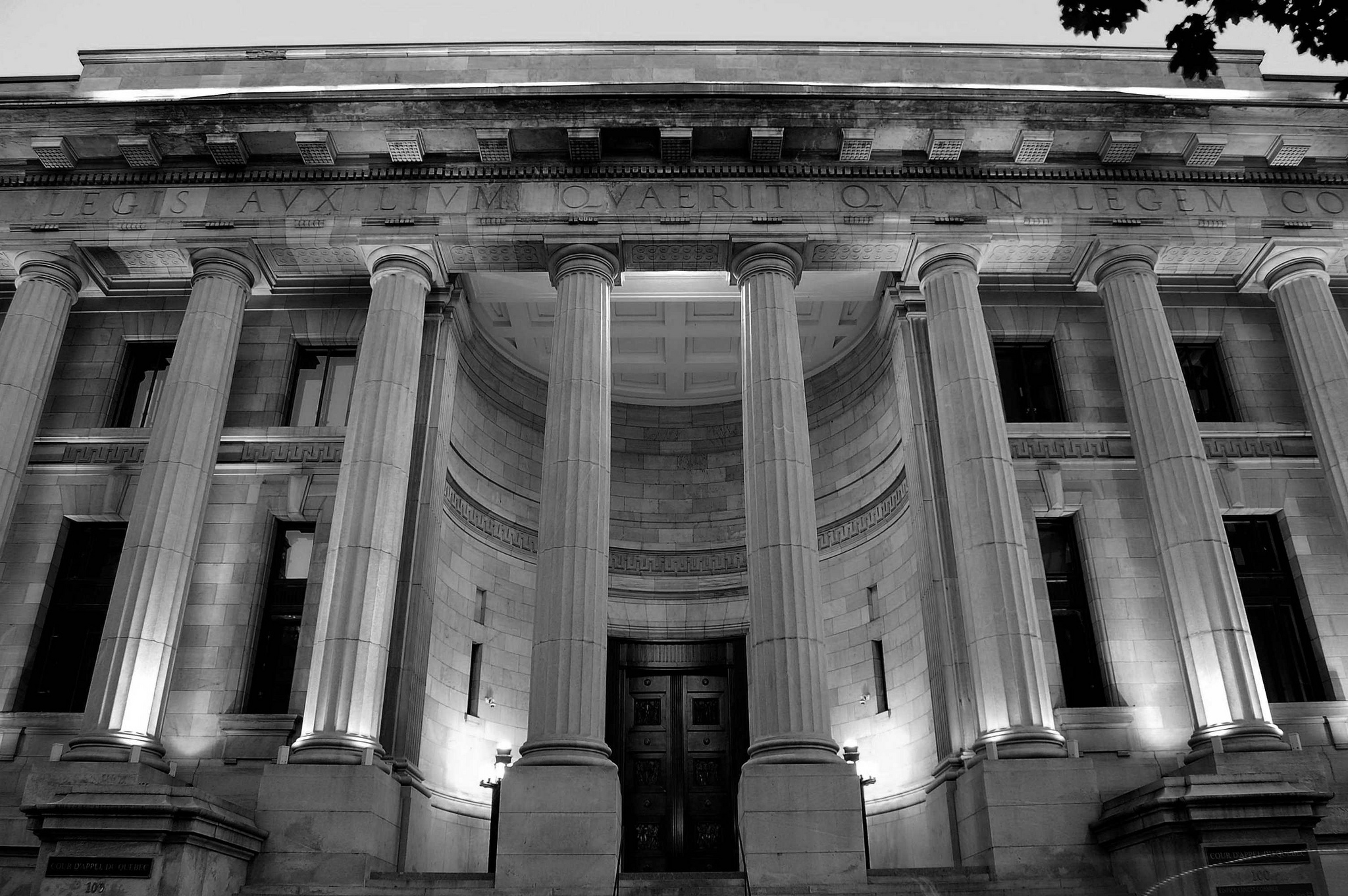
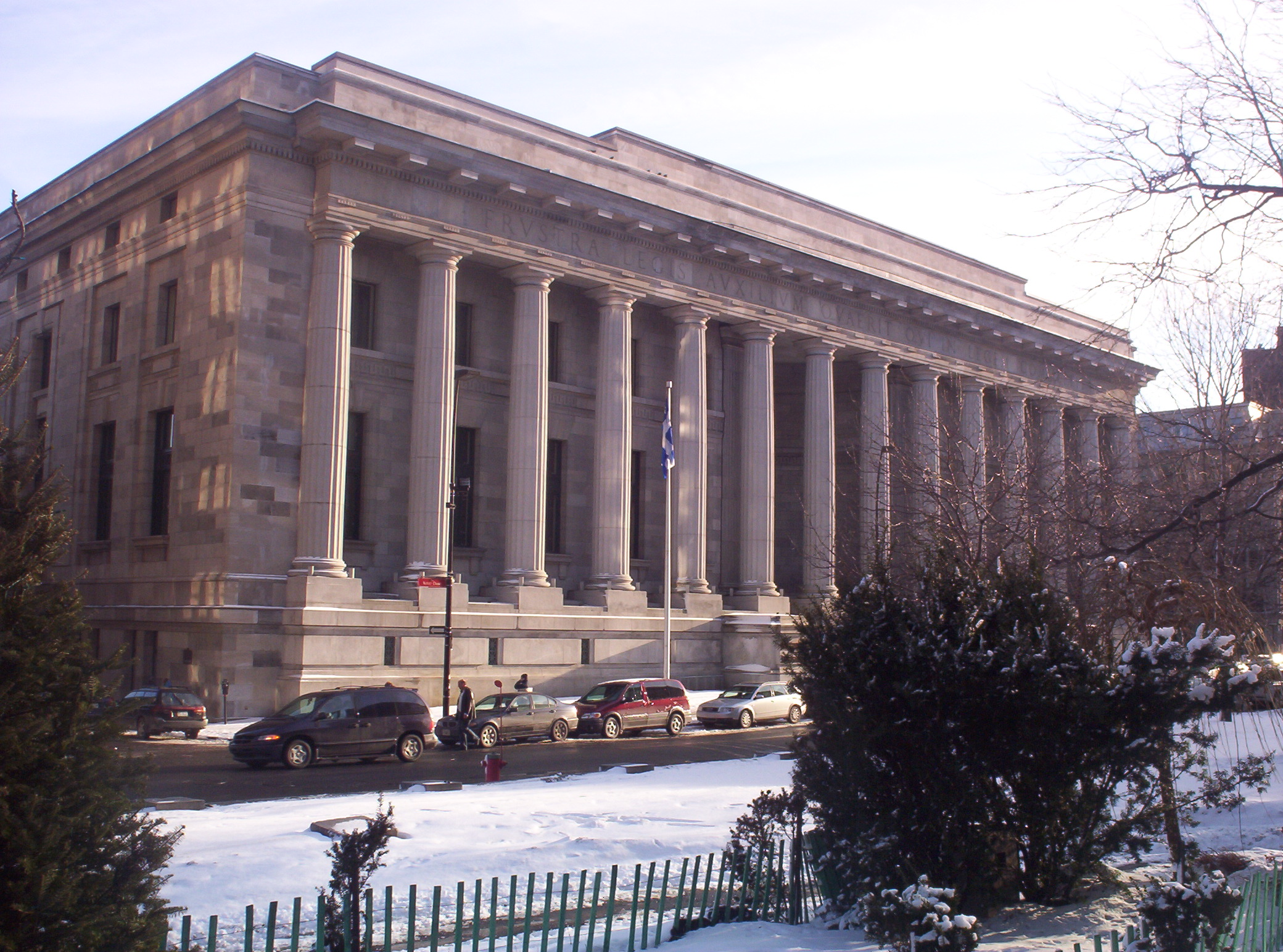
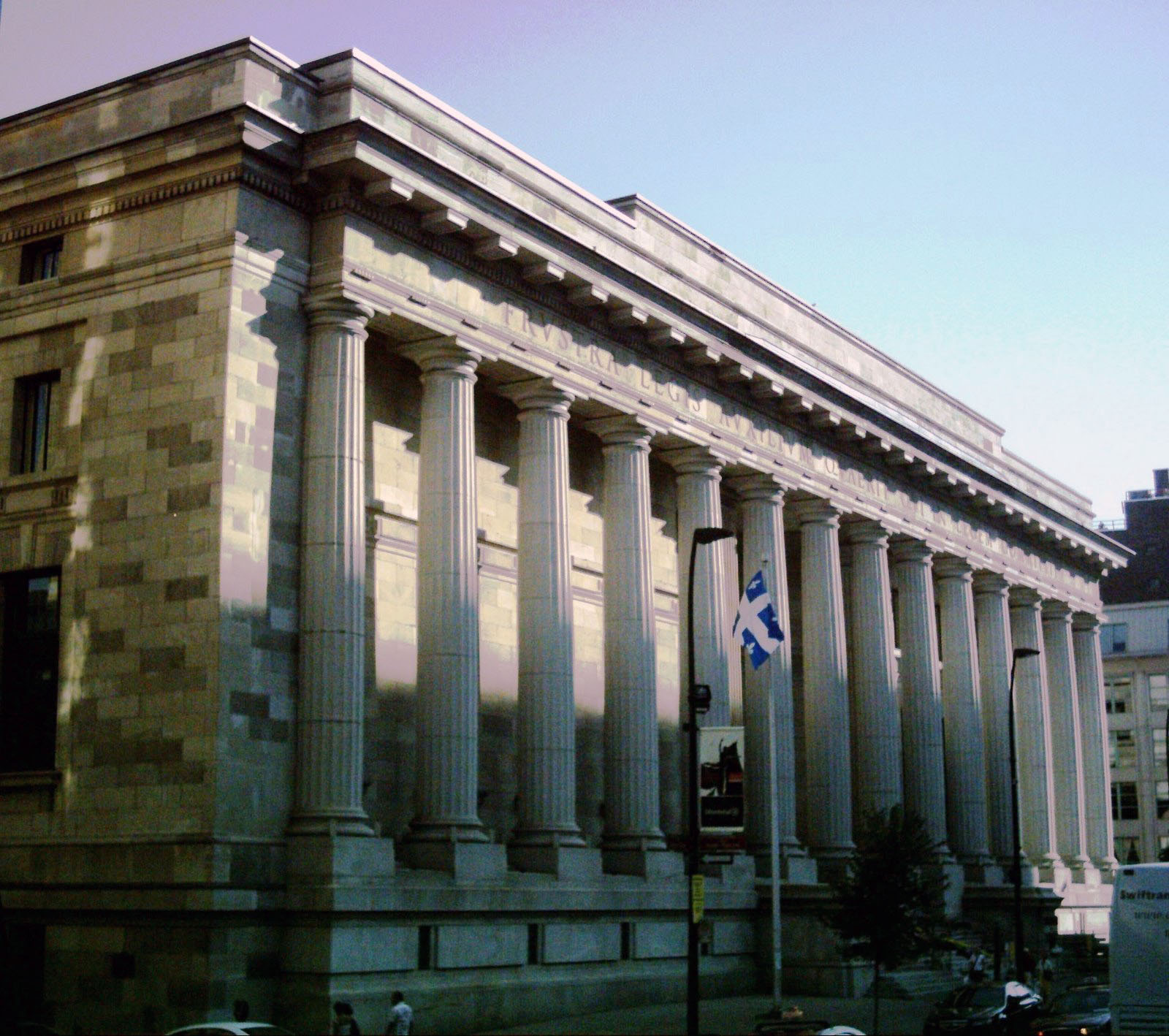